# Rosa 'Federico Casas'
'Federico Casas' (el nombre de la obtención registrada Federico Casas'), es un cultivar de rosa que fue conseguido en España en 1929 por el rosalista catalán P. Dot.

## Descripción
'Federico Casas' es una rosa moderna cultivar del grupo Híbrido de té.
El cultivar procede del cruce de Semillas: 'Souvenir de Claudius Pernet' x 'Maréchal Foch' y Polen: 'Margaret McGredy'.
Las formas arbustivas del cultivar tienen porte erguido y alcanza los 100 cm de alto. Las hojas son de color verde oscuro y brillante.
Sus delicadas flores de color naranja y amarillo, sombreado bermellón. Muy grandes, semi-dobles (9-16 pétalos), flores sobre todo aisladas, de tallos altos centrados y la forma de flor plana. 
Primavera o verano son las épocas de máxima floración, si se le hacen podas más tarde tiene después floraciones dispersas.

## Origen
El cultivar fue desarrollado en España por el prolífico rosalista catalán P. Dot en 1929.
'Federico Casas' es una rosa híbrida tetraploide con ascendentes parentales de Semillas: 'Souvenir de Claudius Pernet' x 'Maréchal Foch' y Polen: 'Margaret McGredy'.
La obtención fue registrada bajo el nombre cultivar de 'Federico Casas' por P. Dot en 1929 y se le dio el nombre comercial de 'Federico Casas'.

## Cultivo
Aunque las plantas están generalmente libres de enfermedades, es posible que sufran de punto negro en climas más húmedos o en situaciones donde la circulación de aire es limitada.
Las plantas toleran la sombra, a pesar de que se desarrollan mejor a pleno sol. En América del Norte son capaces de ser cultivadas en USDA Hardiness Zones 7b a 9b.
Esta rosa de época fue introducida en Estados Unidos en 1931.